# ヌシ
ヌシ（主）は、古代日本の神名や人名につけられる称号。地方の首長や国津神系の神名や人名を表す称号として用いられた。天津神系の神名や人名を表すヒ（日）と対立する称号である。

## 語源・語義
ヌシはウシ（大人）が語源でノウシ（助詞ノ＋大人）の短縮形である。斎主（いわいぬし）を日本書紀は「斎之大人（いわいのうし）」とも伝えている。8世紀に成立した継体天皇紀は主人王をヌシ（主）を用いて記しているが、推古朝の7世紀に成立したと考えられる上宮記では同一人物を汙斯王（ウシキミ）とウシを用いて記している。つまりヌシ（主）はウシ（大人）から派生し、7世紀前後に成立した比較的新しい用語である。ヌシの語義は「ある領域の主（あるじ）として占めている」の意である。

## 神名・人名のヌシ
神名・人名のヌシは国津神系では大国主神、事代主神、大物主神、大御食主命、大友主命、葉山主命、丹波道主命、宮主宅媛が、天津神系では天之御中主神、一言主神、山末之大主神、経津主神（斎主神）、天石門別安国玉主命、天辞代主命、屋主刀禰命、伊予主命、屋主忍男武雄心命、屋主田心命、大山主君、篠武主命、探湯主命などが存在する。
ヌシの前に付く語幹は特定の場所や具体的なものを指す言葉でなく、人や神の状態や特性を概念化した言葉であるとする説がある。たとえば大国主神はオオアナムチ、アシハラシコヲ、ヤチホコ、ウツシクニタマといった多くの別名を持っており、こうした古い呼称を統合して新しい概念でとらえ直した名前であるとする説がある。

## ヌシとヒの対立
ヌシの神名は国津神に集中しており、天津神にはアメノミナカヌシ（天之御中主）以外には見あたらない。ヌシの人名も国津神系に集中しており、皇室系譜や天神系にはほとんど見あたらない。この状況はヒ（日）の神名・人名の状況と正反対である。このヒ系とヌシ系の対照は、ヤマト王権の支配層（天津神系）とこれに対立した土着の地方首長（国津神系）とのあいだの歴史的政治的現実を反映したものと考えられる。